# Scopus
Scopus (МФА: [skopus], «ско́пус») — бібліографічна і реферативна база даних та інструмент для відстеження цитованості статей, опублікованих у наукових виданнях. Є однією зі складових інтегрованого науково-інформаційного середовища SciVerse. На січень 2017 р. містить понад 50 млн. реферативних записів. Рубрикатор Scopus (ASJK) має 27 базових тематичних розділів, поділених на 335 підрозділів, політематичні статті індексуються одразу в кількох розділах.. Індексує 18,000 назв наукових видань з технічних, медичних та гуманітарних наук 5000 видавців. База даних індексує наукові журнали, матеріали конференцій та серіальні книжкові видання. Розробником та власником SciVerse Scopus є видавнича корпорація Elsevier. База даних доступна на умовах передплати через вебінтерфейс. Пошуковий апарат Scopus інтегрований з пошуковою системою Scirus для пошуку вебсторінок та патентною базою даних.

## Тематико-типологічне покриття SciVerse Scopus
База даних Scopus позиціонується видавничою корпорацією Elsevier як найбільша у світі універсальна реферативна база даних з можливостями відстеження наукової цитованості публікацій. За оголошеною стратегією, ця база даних має стати найбільш повним та вичерпним ресурсом для пошуку наукової літератури. Станом на середину 2009 р. SCOPUS включає 38 млн записів наукових публікацій, в тому числі, 19 млн записів ресурсів, опублікованих після 1996 р., зі списками пристатейної бібліографії.
Класифікаційна система SciVerse Scopus включає 24 тематичні розділи. Тематичне охоплення розподіляється так:
- Фізичні науки (32 % -2012 р., 41 % — 2017 р.)
  - Хімічні технології;
  - Хімія;
  - Комп'ютерні науки;
  - Науки про Землю та планети;
  - Енергетика;
  - Виробництво;
  - Матеріалознавство;
  - Математика;
  - Фізика і астрономія.
- Медичні науки (31 % — 2012 р., 40 % — 2017 р.)
  - Медицина та стоматологія;

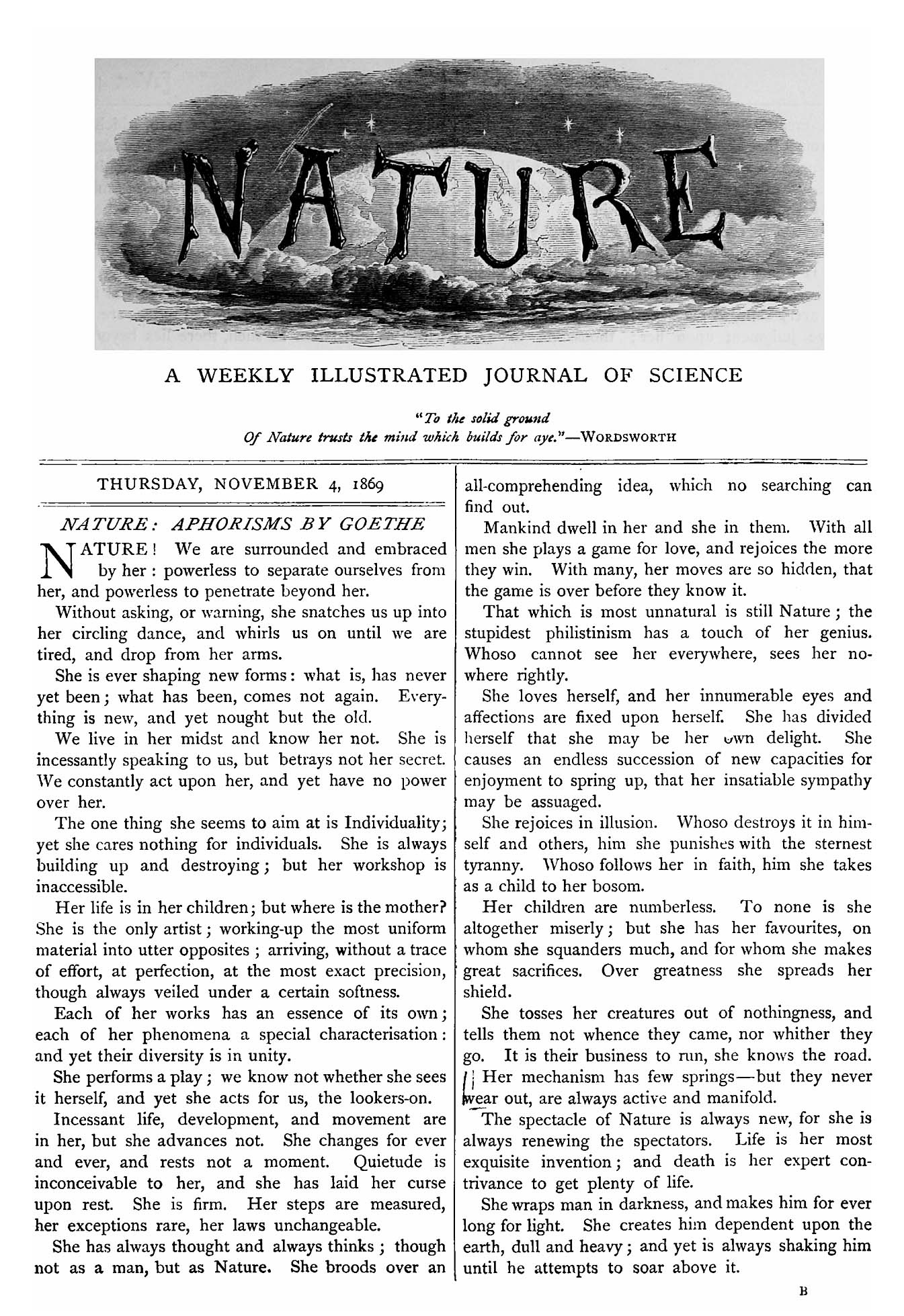
У Scopus проіндексований архів журналу «Nature» з 1869 р.

  - Сестринська справа та медичні професії;
  - Фармакологія, токсикологія та фармацевтичні науки;
  - Ветеринарна справа та ветеринарна медицина.
- Науки про життя (20 % — 2012 р., 24 % — 2017 р.)
  - Сільськогосподарські та біологічні науки;
  - Біохімія, генетика та молекулярна біологія;
  - Науки про навколишнє середовище;
  - Імунологія та мікробіологія;
  - Нейронауки.

Український журнал «Cytology and Genetics» у Scopus представлений архівом з 1973 р.

- Соціогуманітарні науки (17 % — 2012 р., 12 % — 2017 р.)
  - Мистецтвознавчі та гуманітарні науки;
  - Бізнес, менеджмент та бухгалтерський облік;
  - Теорії прийняття рішень;
  - Економіка, економетрика та фінанси;
  - Психологія;
  - Соціальні науки.

SciVerse Scopus індексує наукові джерела, що видаються різними мовами, за умови наявності у них англомовних версій рефератів. Географічне охоплення видавців за регіонами світу розподіляється так:
- Європа, Середній Схід та Африка (52 %);
- Північна Америка (36 %);
- Азійсько-Тихоокеанський регіон (9 %);
- Південна Америка (3 %).

### Політика відбору джерел для індексації у SciVerse Scopus
Рішення про індексування нової назви видання базою даних Scopus приймаються за результатами розгляду запитів на включення нових назв видань Консультативним комітетом Scopus з відбору змісту (CSAB). До цього комітету входять галузеві фахівці (приблизно 20 вчених та 10 бібліотекарів), які репрезентують різні галузі знання та різні регіони світу. Запит на включення нової назви видання до бази даних може подати будь-який вчений за допомогою форми на вебсайті ScopusInfo. Крім того, члени CSAB можуть самостійно визначати видання, які необхідно розглянути для включення. Рішення про включення нових назв видань до Scopus (та виключення назв видань, які перестали задовольняти вимогам Scopus) приймаються щорічно. Кінцевий термін подачі науковцями запитів на включення нової назви видання до Scopus для індексації у наступному році — 1 вересня щороку. Видання, прийняті до включення у базу даних, з'являються у Scopus на початку року наступного після прийняття запиту на включення.
Для отримання інформації щодо видання, запропонованого для індексації у Scopus, експерти CSAB використовують дані про видання з запиту на включення, матеріали англомовного сайту видання (якщо такий є) та дані каталогу періодичних видань Ulrich's Periodicals Directory.

#### Базові критерії оцінювання виданняекспертноюрадою Scopus
Критерії відбору видань для включення до бази даних Scopus включають, але не обмежуються наступним:
- видання повинно мати англомовну назву та публікувати англомовні версії рефератів всіх наукових статей (оцінюється якість англомовних рефератів); повні тексти статей можуть публікуватися будь-якою мовою;
- періодичне видання повинно публікувати нові випуски з регулярністю не менш, ніж 1 раз на рік;
- загальна якість видання повинна бути високою:
  - критерії оцінки якості включають наступне:
    - авторитетність: у тому числі, репутація комерційного видавця або наукового товариства; різноманітність місць роботи авторів; міжнародний науковий авторитет провідних членів редколегії та різноманітність місць їхньої роботи (серед іншого, враховується цитованість членів редколегій та авторів журналів у виданнях, що вже індексуються Scopus);
    - популярність та доступність: у тому числі, кількість посилань на видання у базі даних Scopus; кількість установ, що передплачують видання; бази даних інформаційних агрегаторів, у яких вже індексується видання; кількість запитів на включення видання до Scopus;

  - політика видання повинна передбачати певну форму контролю за якістю публікацій (наприклад, наукове рецензування);
- видання повинно мати власний вебсайт з англомовними версіями сторінок (оцінюється якість головної сторінки видання); наявність на вебсайті повних текстів статей не є обов'язковою вимогою, але це бажано для забезпечення можливостей безшовного переходу зі сторінок у Scopus до сторінок повних текстів статей («View at Publisher»).

Експертною радою CSAB обробляються всі запити на включення нових назв видань до Scopus, але експертна рада практично завжди автоматично відхиляє запити на включення видань, які не мають:
- ISSN;
- стабільної регулярності виходу нових випусків;
- списків пристатейної бібліографії;
- англомовних рефератів до кожної статті;
- апарату рецензування;
- власного вебсайту;

Так само, переважно, але не завжди відхиляються запити на індексацію у базі даних галузевих видань, що не відповідають критеріям відбору за типом документів та запити на включення журналів, котрі були включені до Scopus у 2004 р. (коли була запущена база даних), але надалі виключені з неї.

## Наукометричний апарат Scopus
Наукові ресурси, опубліковані після 1996 р., індексуються у базі даних Scopus разом зі списками пристатейної бібліографії. Цитованість у базі даних підраховується шляхом автоматизованого аналізу змісту цих списків. Таким чином, у Scopus підраховується кількість посилань на всі проіндексовані ресурси, але лише у ресурсах, опублікованих після 1996 р.
На відміну від бази даних Web of Knowledge Інституту наукової інформації США у Scopus не використовується поняття імпакт-факторів, натомість дуже широко застосовується індекс Гірша.

### Профілі авторів
Для авторів, які опублікували більше однієї статті, у Scopus створюються індивідуальні облікові записи — профілі авторів з унікальними ідентифікаторами авторів Author ID (з одною публікацією профілі теж створюються але приховані). Ці профілі надають таку інформацію, як варіанти імені автора, перелік місць його роботи, кількість публікацій, роки публікаційної активності, галузі досліджень, посилання на основних співавторів, загальна кількість цитувань на публікації автора, загальна кількість джерел, на які посилається автор, індекс Гірша автора тощо.
База даних надає користувачам можливості використання унікальних ідентифікаторів авторів для формування пошукових запитів та налаштування сповіщень (електронною поштою або через RSS) щодо змін у профілях авторів.
Можливості пошуку авторів та обмеженого перегляду їх профілів доступні без наявності передплати на базу даних Scopus засобами Scopus Author Preview.

### Профілі установ
За аналогією з профілями авторів, для установ, співробітники яких опублікували більше однієї статті, у Scopus створюються профілі з унікальними ідентифікаторами установ (Scopus Affiliation Identifier). Ці профілі надають таку інформацію, як адреса установи, кількість авторів-співробітників установи, кількість публікацій співробітників, перелік основних назв видань, у яких публікуються співробітники установи та діаграма тематичного розподілу публікацій співробітників установи.

### Профілі журналів
База даних Scopus надає широкі можливості отримання наукової метрики та проведення автоматизованого аналізу видань. Інструмент Journal Analyzer дозволяє проводити розширений аналіз наукового рівня видань (в тому числі, порівняльний аналіз кількох видань) за чотирма основними показниками:
- загальна кількість статей, опублікованих у виданні протягом року;
- загальна кількість посилань на видання у інших виданнях протягом року;
- тренд року (відношення кількості посилань на видання до кількості статей, опублікованих у виданні);
- відсоток статей, які не були процитовані.

Ресурс http://www.journalindicators.com/indicators [Архівовано 22 травня 2016 у Wayback Machine.] дозволяє встановити статус журналів у Скопус. 
Ресурс https://www.scopus.com/sources.uri [Архівовано 15 травня 2021 у Wayback Machine.] дозволяє встановити квартиль журналів у Скопус. 
Скопус відкрив доступ на наукометричної статистики журналів https://www.scopus.com/sources [Архівовано 27 грудня 2016 у Wayback Machine.] з відповідним рейтингуванням. Обравши журнал, можна подивитися детальну статистику.

## Індексація українських часописів у SciVerse Scopus
Станом на 11.01.2025 за даними Консалтингової компанії «Наукові Публікації» в Scopus та Web of Science індексується 188 журналів
Станом на 2010 р. у Scopus було проіндексовано зміст 35 українських журналів (у тому числі, індексувалися поточні випуски 20 назв українських журналів, що відмічені світлим кольором у таблиці нижче) та 1 збірник матеріалів конференції:
| Українські видання у SCOPUS | Українські видання у SCOPUS                                                                                                  | Українські видання у SCOPUS                                                                                         | Українські видання у SCOPUS                       | Українські видання у SCOPUS       |
| Оригінальна назва | Англомовна назва | Видавець | Роки покриття                                     | h-індекс 2007 згідно з даними SJR |
| --- | --- | --- | ------------------------------------------------- | --------------------------------- |
| 15-та Міжнародна Кримська конференція «СВЧ-техника и телекоммуникационные технологии» (КрыМиКо'2005). Севастополь, 12–16 вересня 2005 р. | 2005 15th International Crimean Conference Microwave and Telecommunication Technology, CriMiCo'2005 — Conference Proceedings | видавництво «Вебер»                                                                                                 | 2005                                              | —                                 |
| Автоматическая сварка | Avtomaticheskaya Svarka | Інститут електрозварювання імені Є. О. Патона НАН України                                                           | 1975–1986, 1988, 2001—2005                        | 2                                 |
| Вестник зоологии | Vestnik Zoologii | Інститут зоології імені І. І. Шмальгаузена НАН України                                                              | з 2009                                            | —                                 |
| Вопросы химии и химической технологии | Voprosy Khimii i Khimicheskoi Tekhnologii                                                                                    | Державний вищий навчальний заклад "Український державний хіміко-технологічний університет"                          | з 2017                                            | —                                 |
| Журнал вушних, носових і горлових хвороб                                                                                                 | Zhurnal Ushnykh Nosovykh i Gorlovykh Boleznei                                                                                | Інститут отоларингології ім. проф. О.С. Коломійченка АМН України                                                    | 1964–1993, 1996–1999                              | —                                 |
| Журнал фізичних досліджень | Journal of Physical Studies                                                                                                  | Львівський національний університет імені Івана Франка                                                              | з 2004                                            | 3                                 |
| Известия высших учебных заведений «Радиоэлектроника»                                                                                     | Izvestiya Vysshikh Uchebnykh Zavedenij. Radioelektronika, Radioelectronics and Communications Systems                        | Національний технічний університет України «Київський політехнічний інститут»                                       | 1970–1983, 1991–1999, 2001–2004 1984-1989, з 2005 | 1                                 |
| Кібернетика та системний аналіз | Kibernetyka ta Systemnyj Analiz                                                                                              | Інститут кібернетики імені В. М. Глушкова НАН України                                                               | 1992–1993, 2000–2005                              | 4                                 |
| Клінічна хірургія | Klinicheskaia khirurgiia, Klinichna khirurhiia (2002—2005)                                                                   | Міністерство охорони здоров'я України, Наукове товариство хірургів України                                          | з 1965, 2002–2005                                 | 3                                 |
| Лікарська справа | Vrachebnoe Delo, Likarska sprava                                                                                             | Міністерство охорони здоров'я України                                                                               | 1965–1969, 1971–1991, з 1992                      | 4                                 |
| Металлофизика и новейшие технологии | Metallofizika i Noveishie Tekhnologii                                                                                        | Інститут металофізики імені Г. В. Курдюмова НАН України                                                             | з 1996                                            | 6                                 |
| Металлургическая и горнорудная промышленность                                                                                            | Metallurgicheskaya i Gornorudnaya Promyshlennost                                                                             | ТОВ «Укрметалургінформ» НТА", Міністерство промислової політики України, Національна металургійна академія України  | 1973, 2000–2005                                   | 2                                 |
| Методи та об'єкти хімічного аналізу | Methods and objects of chemical analysis                                                                                     | Київський національний університет імені Тараса Шевченка                                                            | 2017-                                             | -                                 |
| Мікробіологічний журнал | Mikrobiologicheskii Zhurnal (1973—1993) Mikrobiolohichnyi zhurnal                                                            | Інститут мікробіології і вірусології імені Д. К. Заболотного НАН України                                            | 1973–1993, 1965–1978, з 1993                      | 4                                 |
| Порошковая металлургия | Poroshkovaya Metallurgiya | Інститут проблем матеріалознавства імені І. М. Францевича НАН України                                               | 1969–1970, 1973, 1991–1998, 2000–2005             | —                                 |
| Прикладная механика | Prikladnaya Mekhanika | Інститут механіки імені С. П. Тимошенка НАН України                                                                 | 1969–1971, 1973–1976, 1991–2005                   | —                                 |
| Проблемы прочности | Problemy Prochnosti | Інститут проблем міцності імені Г. С. Писаренка НАН України                                                         | 1972–1988, 1991–1999, 2001–2004                   | —                                 |
| Проблемы специальной электрометаллургии (сучасна назва Современная электрометаллургия)                                                   | Problemy Spetsial'noj Electrometallugii                                                                                      | Інститут електрозварювання імені Є. О. Патона НАН України                                                           | 2000–2005                                         | 1                                 |
| Проблемы управления и информатики | Journal of Automation and Information Sciences                                                                               | Інститут кібернетики імені В. М. Глушкова НАН України, Інститут космічних досліджень НАН України та НКА України     | 1995–2005                                         | —                                 |
| Сверхтвердые материалы | Sverkhtverdye Materialy | Інститут надтвердих матеріалів імені В. М. Бакуля НАН України                                                       | 1991–1998, з 2000                                 |                                   |
| Симетрія, інтегровність та геометрія: методи та застосування (SIGMA)                                                                     | Symmetry, Integrability and Geometry — Methods and Applications                                                              | Відділ прикладних досліджень Інституту математики НАН України                                                       | з 2007                                            | 1                                 |
| Техническая диагностика и неразрушающий контроль                                                                                         | Tekhnicheskaya Diagnostika i Nerazrushayushchij Kontrol                                                                      | Інститут електрозварювання імені Є. О. Патона НАН України                                                           | 2005                                              | 1                                 |
| Украинский химический журнал | Ukrainskij Khimicheskij Zhurnal                                                                                              | Інститут загальної та неорганічної хімії імені В. I. Вернадського НАН України                                       | 1972–1988, 1992–2005                              | —                                 |
| Український біохімічний журнал | Ukrains'kyi biokhimichnyi zhurnal, Ukrainskii Biokhimicheskii Zhurnal                                                        | Інститут біохімії імені О. В. Палладіна НАН України                                                                 | 1965–1977, з 1978                                 | 6                                 |
| Український історико-медичний журнал «Агапіт»                                                                                            | Ahapit: ukrais'kyi istoryko-medychnyi zhurnal                                                                                | Національний музей медицини України                                                                                 | 1995–1997                                         | —                                 |
| Український фізичний журнал | Ukrainian Journal of Physics                                                                                                 | Інститут фізики НАН України                                                                                         | з 2007                                            | 2                                 |
| Управляющие системы и машины | Upravlyayushchie Sistemy i Mashiny                                                                                           | Інститут кібернетики імені В. М. Глушкова НАН України                                                               | 2001–2005                                         | 1                                 |
| Фізика конденсованих систем | Condensed Matter Physics | Інститут фізики конденсованих систем НАН України                                                                    | з 2005                                            | 7                                 |
| Фізико-хімічна механіка матеріалів | Fiziko-Khimicheskaya Mekhanika Materialov                                                                                    | Фізико-механічний інститут імені Г. В. Карпенка НАН України                                                         | 1973, 1975–1976, 1991–1995, 2003–2005             | 4                                 |
| Фізіологічний журнал | Fiziolohichnyi zhurnal | Інститут фізіології імені О. О. Богомольця НАН України                                                              | 1965–1978, з 1994                                 | 5                                 |
| Химия и технология воды | Khimiya i Tekhnologiya Vody                                                                                                  | Інститут колоїдної хімії та хімії води імені А. В. Думанського НАН України                                          | 1991–1998, 2000–2005                              | —                                 |
| Цитология и генетика | Tsitologiya i Genetika | Інститут клітинної біології та генетичної інженерії НАН України                                                     | з 1973                                            | 7                                 |
| Ядерна фізика та енергетика | Nuclear Physics and Atomic Energy                                                                                            | Інститут ядерних досліджень НАН України                                                                             | з 2007                                            | 0                                 |
| Экспериментальная онкология | Experimental oncology | Інститут експериментальної патології, онкології і радіобіології імені Р. Є. Кавецького НАН України                  | з 1984                                            | 11                                |
| Biopolymers and cell | Biopolymers and cell | Інститут молекулярної біології і генетики НАН України                                                               | з 2009                                            | —                                 |
| Electronic Journal of Theoretical Physics                                                                                                | Electronic Journal of Theoretical Physics                                                                                    | Редакція журналу Electronic Journal of Theoretical Physics                                                          | з 2008                                            | 2                                 |
| Nonlinear Dynamics and Systems Theory | Nonlinear Dynamics and Systems Theory                                                                                        | InforMath Publishing Group (Інститут механіки імені С. П. Тимошенка НАН України та Curtin University of Technology) | з 2008                                            | 2                                 |
| Ukrainian Journal of Physical Optics | Ukrainian Journal of Physical Optics                                                                                         | Інститут фізичної оптики МОН України                                                                                | з 2008                                            | 2                                 |

Крім того, деякі українські наукові журнали, що перекладаються закордонними видавцями (наприклад, Український математичний журнал (Ukrainian Mathematical Journal), Физика низких температур (Low Temperature Physics) тощо), проіндексовані у базі даних без вказання відомостей про їх українських видавців.
На час запуску бази даних SCOPUS у 2004 р. декілька українських журналів індексувалися у ній окремо у англомовній та оригінальній (російській) редакціях. Серед таких журналів:
- Fiziko-Khimicheskaya Mekhanika Materialov/Materials Science;
- Izvestiya Vysshikh Uchebnykh Zavedenij. Radioelektronika/Radioelectronics and Communications Systems;
- Kibernetika i Sistemnyj Analiz/Cybernetics and Systems Analysis;
- Poroshkovaya Metallurgiya/Powder Metallurgy and Metal Ceramics;
- Prikladnaya Mekhanika/International Applied Mechanics;
- Problemy Prochnosti/Strength of Materials;
- Problemy Upravleniya I Informatiki (Avtomatika)/Journal of Automation and Information Sciences.

Пізніше, для впорядкування наукової метрики, індексація більшості оригінальних версій видань була припинена. Це, зокрема, серйозно вплинуло на показники України як країни-видавця. Аналогічна ситуація склалася з російськими виданнями та видавцями.

## Використання даних Scopus у проєктах оцінки наукової діяльності
База даних Scopus у багатьох країнах є одним з головних джерел отримання наукометричних даних для проведення оціночних досліджень на державному та/або корпоративному рівні.
Зокрема, у Російській Федерації до 2010 р. має закінчитися перереєстрація згідно з новими вимогами Вищої атестаційної комісії РФ всіх видань включених до «Переліку провідних рецензованих наукових журналів і видань, у яких повинні бути опубліковані основні наукові результати дисертацій на здобуття наукового ступеня доктора та кандидата наук». За новими вимогами ВАК РФ, достатньою умовою для включення наукового видання до «Переліку» є його індексація у одній з двох провідних світових баз даних відстеження цитованості: Web of Knowledge (Science Citation Index Expanded, Social Sciences Citation Index, Arts and Humanities Citation Index) або SCOPUS. Видання, які не індексуються у жодній з цих баз даних, для включення до «Переліку» повинні відповідати ряду додаткових критеріїв.
У січні 2010 р. Санкт-Петербурзький державний університет ввів у дію наказ «Щодо врахування цитованості наукових та навчально-методичних робіт при заміщенні посад науково-педагогічних працівників у СПбДУ». Згідно з цим наказом претендентам на заміщення посад викладачів пропонується представляти дані щодо цитованості робіт, опублікованих ними за останні п'ять років, у наукометричних базах даних Web of Knowledge, Scopus та РІНЦ.
Університет Гранади (Іспанія) на основі даних Scopus підтримує проєкт SCImago Journal & Country Rank (SJR), суть якого полягає у публікації науково-аналітичних звітів по журналах та країнах, а також рейтингів публікаційної активності та статистики цитованості журналів і країн світу. У рейтингу SJR станом на 2007 р. загалом за всіма галузями знань за кількістю публікацій Україна займає 33-тє місце, а за кількістю цитувань — 40-ве. Індекс Гірша України за даними SJR 2007 становить 94 (тобто, українські вчені опублікували 94 статті, кожна з яких була процитована принаймні 94 рази) — 43-тє місце серед країн світу. За кількістю публікацій найвищий рейтинг Україна має у галузі механіки матеріалів (9-те місце серед країн світу), найнижчий — у галузі стоматології (110-те місце). На основі даних SCImago Journal & Country Rank розпочато проєкт створення Атласу науки, у якому має графічно реперзентуватись світова структура наукових досліджень. Поки ведеться робота над Атласами науки Іспанії, Португалії та вісьми країн Південної Америки.
Дані Scopus використовуються у рейтингу провідних університетів світу Times Higher Education Supplement: World University Rankings (QS TopUniversities). Українські університети у цьому рейтингу не представлені.
Компанія Academic Analytics використовує дані Scopus для підрахунку Faculty Scholarly Productivity Index (метричний показник оцінки якості наукової діяльності університетів США).
У 2006 р. корпорація Elsevier спільно з Національною академією наук Індії заснували щорічну національну премію для молодих учених Indian Scopus Young Scientist Award. Премію присуджують найбільш продуктивним та цитованим молодим індійським ученим у десяти номінаціях: Бібліотекознавство та інформаційні науки; Біологічні науки; Виробництво; Математика; Медицина; Науки про Землю, світовий океан та навколишнє середовище; Сільське господарство; Соціальні науки; Фізика; Хімія.

### Україна
Проєкти щодо використання наукометричної бази даних Scopus для оцінки наукового потенціалу держави в цілому та окремих суб'єктів наукової діяльності в Україні на рівні вищих органів державної влади почали з'являтися у 2009 р. Протягом року Міністерство освіти і науки України та Національна академія наук України провели ряд консультацій з вищим керівництвом компанії Elsevier щодо серйозного збільшення номенклатури українських видань, що індексуються у Scopus (до показника 100-200 журналів; на рівні 40-80% аналогічного показника Польщі). Стратегічні домовленості з цього питання були досягнуті. Органи державної влади та профільні відомства розпочали процеси роботи з видавцями щодо цільової підготовки наукових фахових видань України до включення у Scopus і, паралельно, процеси запровадження у практику власної діяльності методів кількісної та напівкількісної оцінки наукового потенціалу (наукометрії) на основі даних Scopus.
10 червня 2009 р. Президія НАН України ухвалила рішення щодо розгортання системи постійного моніторингу наукового потенціалу суб'єктів наукової діяльності України за показниками бази даних Scopus. Реалізація цього завдання була покладена на Національну бібліотеку України імені В.І. Вернадського.
26 жовтня 2009 р. Комітет з Державних премій України в галузі науки і техніки затвердив нові редакції Інструкцій про порядок висунення, оформлення та представлення робіт на здобуття Державних премій України в галузі науки і техніки та на здобуття щорічних премій Президента України для молодих вчених. Згідно з новими редакціями цих інструкцій, претенденти на здобуття премій у анотаціях робіт забов'язані вказувати, зокрема, загальну кількість статей, опублікованих у міжнародних журналах, що містяться в базі даних SCOPUS, загальний ідентифікатор SJR (SCImago Journal Rank) та загальний індекс цитування робіт претендентів.
24 грудня 2009 р. рішенням колегії Міністерства освіти і науки України показник «Кількість публікацій у наукометричній міжнародній базі даних Scopus» ухвалений як один з показників оцінки результативності наукової та науково-технічної діяльності вищих навчальних закладів. «Положення про дослідницький університет», затверджене Постановою Кабінету Міністрів України від 17 лютого 2010 р. № 17, зокрема, регламентує мінімальну кількість наукових робіт (150), яку співробітники університету повинні публікувати щорічно у виданнях, що індексуються базами даних Web of Science та/або Scopus, для  надання (підтвердження) статусу дослідницького університету. У квітні 2013р. Міністерства освіти і науки України наказом №1/9-188 від 04 квітня 2014 року вирішило враховувати чисельність публікацій викладачів і чисельність цитувань викладачів у розподілі державного замовлення бюджетних місць зарахування абітурієнтів.
Станом на 2017 р. українські наукові журнали в базі Скопус: https://openscience.in.ua/ua-journals [Архівовано 12 червня 2018 у Wayback Machine.]

## Зовнішні посилання
- Домашня сторінка Scopus Info [Архівовано 5 серпня 2009 у Wayback Machine.] (англ.)
- Scopus TopCited (англ.)
- Author Preview[недоступне посилання з листопадаа 2019] (англ.) — безкоштовний пошук за автором
- Наука України в дзеркалі наукометричної бази даних SciVerse Scopus [Архівовано 28 листопада 2012 у Wayback Machine.]
- Інструкція користувача Scopus від pan.bibliotekar [Архівовано 21 січня 2012 у Wayback Machine.]
- Дані НБУ ім. В.І.Вернадського
- sciverse_scopus_user_guide [Архівовано 25 липня 2014 у Wayback Machine.]
- https://kmalibrary.wordpress.com/…/scopus_discontinued_sou…/%5Bнедоступне+посилання+з+червня+2019%5D
- Українські журнали в Scopus і Web of Science [Архівовано 2 лютого 2017 у Wayback Machine.]